# Ceropegia lugardiae
Ceropegia lugardiae är en oleanderväxtart som beskrevs av Nicholas Edward Brown. Ceropegia lugardiae ingår i släktet Ceropegia och familjen oleanderväxter. Inga underarter finns listade i Catalogue of Life.